# Ментоугоу
Ментоугоу (门头沟) град је Кини у покрајини Пекинг. Према процени из 2009. у граду је живело 209.798 становника.

## Становништво
Према процени, у граду је 2009. живело 209.798 становника.
| 1990.   | 2000. | 2009    |
| ------- | ----- | ------- |
| 142.053 | …     | 209.798 |